# Jay Cutler
Jay Christopher Cutler (født 29. april 1983 i Santa Claus, Indiana, USA) er en tidligere amerikansk footballspiller, som spillede i NFL som quarterback for Chicago Bears, Denver Broncos og Miami Dolphins.

## Karriere

### Denver Broncos

#### 2006 sæsonen
Jay Cutler blev draftet i 2006 af Denver Broncos. Cutler startede sin karriere som backup til den daværende førstevalgs quarterback, Jake Plummer. Jay Cutler overtog rollen som førstevalg i december 2006. Broncos sluttede sæsonen 9-7, efter at have tabt i overtid til San Francisco 49ers, og derfor missede slutspillet.

#### 2007 sæsonen
2007 sæsonen var Cutlers første sæson som førstevalgs quarterback. Broncos sluttede sæsonen 7-9, og missede slutspillet igen.

#### 2008 sæsonen
Jay Cutler blev i starten af 2008 sæsonen valgt som offensiv kaptajn af sine holdkammerater. Cutler blev også valgt til Pro Bowl som reserve quarterback. Broncos sluttede 8-8, og missede igen slutspillet.

### Chicago Bears

#### 2009 sæsonen
I starten af 2009 sæsonen udskiftede Broncos træner, og et rygte om at den nye træner, Josh McDaniels, ønskede at erstatte Cutler kom frem. Cutler ønskede derefter selv at forlade klubben, og blev handlet til Chicago Bears, i bytte for quarterback Kyle Orton, to første runde, og et tredje rundt valg i draften.
Cutlers første sæson i Chicago var ingen succes. Han sluttede sæsonen med 26 interceptions, som var mere end nogen anden quarterback i ligaen. Bears sluttede sæsonen 7-9, og missede slutspillet.

#### 2010 sæsonen
Cutlers andet år i Chicago var en anden historie end det første. Cutler spillede en god sæson, og havde 23 touchdowns i sæsonen. Bears sluttede 11-5, og var derfor med i slutspillet. På Cutlers debut i slutspillet ledte han Bears til en 35-24 sejr over Seattle Seahawks. Cutler havde 4 touchdowns i kampen mod Seattle. I NFC mesterskabskampen skulle Bears spille mod rivalerne Green Bay Packers. Under kampen mod Packers måtte Cutler udgå med en knæskade, og Bears tabte 21-14.

#### 2011 sæsonen
Jay Cutler vendte tilbage fra skaden i starten af 2011 sæsonen, men blev fik sin sæson skåret kort af en skade på tommelfingeren, som endte hans sæson i den tiende uge ud af sytten. Bears sluttede 8-8, og missede slutspillet.

#### 2012 sæsonen
Cutler havde en god 2012 sæson, og Bears sluttede 10-6, men missede slutspillet, fordi at divisionen NFC-nord var så stærk.

#### 2013 sæsonen
Cutler havde en fantastisk start på sæsonen, men fik en skade i den syvende uge af sæsonen. Cutler missede 4 kampe med skade. Josh McCown havde overtaget som førstevalg mens at Cutler var skadet, og havde spillet godt, så der var lidt kontrovers da Cutler vendte tilbage. Bears sluttede sæsonen 8-8, og missede slutspillet efter at have tabt en winner-takes-all kamp mod Philadelphia Eagles. Cutler underskrev en ny, syv-års lang kontrakt med Chicago Bears ved sæsonens slut.

#### 2014 sæsonen
Bears  havde en dårlig 2014 sæson. Selvom Cutler havde en personlig god sæson, og satte personlig rekord med 28 touchdowns på året, så ledte han igen ligaen i interceptions. Bears sluttede sæsonen 5-11.

#### 2015 sæsonen
Bears spillede en uimponerende 2015 sæson, men Cutler havde et overraskende godt år. Det var 2015 sæsonen var Cutler kastede mindst interceptions i han karriere. Bears sluttede 6-10.

#### 2016 sæsonen
Efter en dårlig start på 2016 sæsonen, blev Cutler købt ud af hans kontrakt, og erstattet af Mike Glennon. Jay Cutler annoncerede i maj 2017 hans pension fra NFL.

### Miami Dolphins

#### 2017 sæsonen
Efter en skade på førstevalgs quarterback Ryan Tannehill, tilbud Dolphins, Cutler en 1-årig kontrakt. Cutler spillede 14 kampe med Dolphins, og sluttede 6-8. 
Cutler gik på pension igen ved sæsonens afslutning.  

## Rekorder

### Rekorder med Chicago Bears
- Flest yards kastet i alt. (23.443)
- Flest succesfulde afleveringer. (2.020)
- Flest succesfulde afleveringer på en sæson. (370 i 2014)
- Flest afleverings touchdowns (154)
- Flest aflevering touchdowns i en slutspilskamp (2 mod Seattle Seahawks 2011) (Delt med 3 andre)
- Flest gange 'sacked' (251)
- Flest gange 'sacked' på en sæson. (52 i 2010)
- Flest gange 'sacked' i en kamp. (9 mod New York Giants i 2010) (Delt med to andre)
- Flest kampe med 300+ yards afleveret. (16)
- Flest kampe med 300+ yards afleveret på en sæson (4 i 2014) (Delt med Brian Hoyer)
- Højeste yards per kamp. (229,8)
- Højeste 'passer rating' (minimum af 10 startede kampe). (85,2)

### Rekorder med Denver Broncos
- Højeste 'passer rating' for en første års spiller. (88,5 i 2006)

## Klubber
- 2006-2008: Denver Broncos
- 2009-2016: Chicago Bears
- 2017: Miami Dolphins